# Firenze-Pistoia
La Firenze-Pistoia era una corsa a cronometro di ciclismo su strada che si svolse tra le due omonime città, Firenze e Pistoia, in Toscana, ogni anno in ottobre. Ha fatto parte del calendario UCI Europe Tour, classe 1.1.

## Storia
La gara, corsa regolarmente dal 1985, venne già corsa una volta nel 1870 con la vittoria di Rynner Van Heste. In quella prima edizione, lo statunitense terminò i 33 km del percorso in 2 ore e 12 minuti, battendo di tre minuti il francese Auguste Charels e di 4 l'altro transalpino Alexandre De Sariette.
Sul ricordo di quell'antichissima prova, negli anni ottanta l'evento venne riorganizzato.
Nel 1997, 2000 e 2006 la corsa non si disputò per problemi organizzativi. Nell'edizione 2008 ha prevalso l'ucraino Andrij Hrivko davanti a Marco Pinotti, cronoman del Team Columbia. Ha partecipato anche il campione del mondo in linea Ballan.
Il ciclista con più vittorie all'attivo è lo svizzero Tony Rominger con quattro trionfi.

## Percorso
Si svolgeva interamente in Toscana, toccando varie città sedi anch'esse di altre gare ciclistiche passate ed attuali, come Larciano, Prato, Poggio a Caiano, Lamporecchio e Quarrata.

## Albo d'oro
Aggiornato all'edizione 2008.
| Anno | Vincitore            | Secondo              | Terzo                 |
| ---- | -------------------- | -------------------- | --------------------- |
| 1870 | Rynner Van Heste     | Auguste Charels      | Alexandre De Sariette |
| 1985 | Rolf Gölz            | Gregor Braun         | Charly Mottet         |
| 1986 | Lech Piasecki        | Charly Mottet        | Rolf Gölz             |
| 1987 | Helmut Wechselberger | Lech Piasecki        | Gianni Bugno          |
| 1988 | Tony Rominger        | Rolf Gölz            | Lech Piasecki         |
| 1989 | Tony Rominger        | Erik Breukink        | Maurizio Fondriest    |
| 1990 | Lech Piasecki        | Daniel Steiger       | Mario Kummer          |
| 1991 | Tony Rominger        | Andrea Chiurato      | Franco Ballerini      |
| 1992 | Tony Rominger        | Claudio Chiappucci   | Sean Yates            |
| 1993 | Maurizio Fondriest   | Chris Boardman       | Laurent Bezault       |
| 1994 | Francesco Casagrande | Luca Scinto          | Maurizio Fondriest    |
| 1995 | Francesco Casagrande | Gianni Faresin       | Stefano Giraldi       |
| 1996 | Marco Fincato        | Fabio Roscioli       | Massimo Podenzana     |
| 1997 | non disputata        | non disputata        | non disputata         |
| 1998 | Marco Velo           | Ruslan Ivanov        | Luca Scinto           |
| 1999 | Marco Velo           | Gianmario Ortenzi    | Chann McRae           |
| 2000 | non disputata        | non disputata        | non disputata         |
| 2001 | Nathan O'Neill       | Andrea Tafi          | Slawomir Kohut        |
| 2002 | Fabrizio Guidi       | Francesco Casagrande | Evgueni Petrov        |
| 2003 | Andrea Peron         | Filippo Simeoni      | Dario David Cioni     |
| 2004 | Serhij Matvjejev     | Michael Rogers       | Ondřej Sosenka        |
| 2005 | Serhij Matvjejev     | Andrij Hrivko        | Giovanni Visconti     |
| 2006 | non disputata        | non disputata        | non disputata         |
| 2007 | Boris Shpilevsky     | Dario David Cioni    | Giovanni Visconti     |
| 2008 | Andrij Hrivko        | Marco Pinotti        | Dario David Cioni     |